# Równica (szczyt)

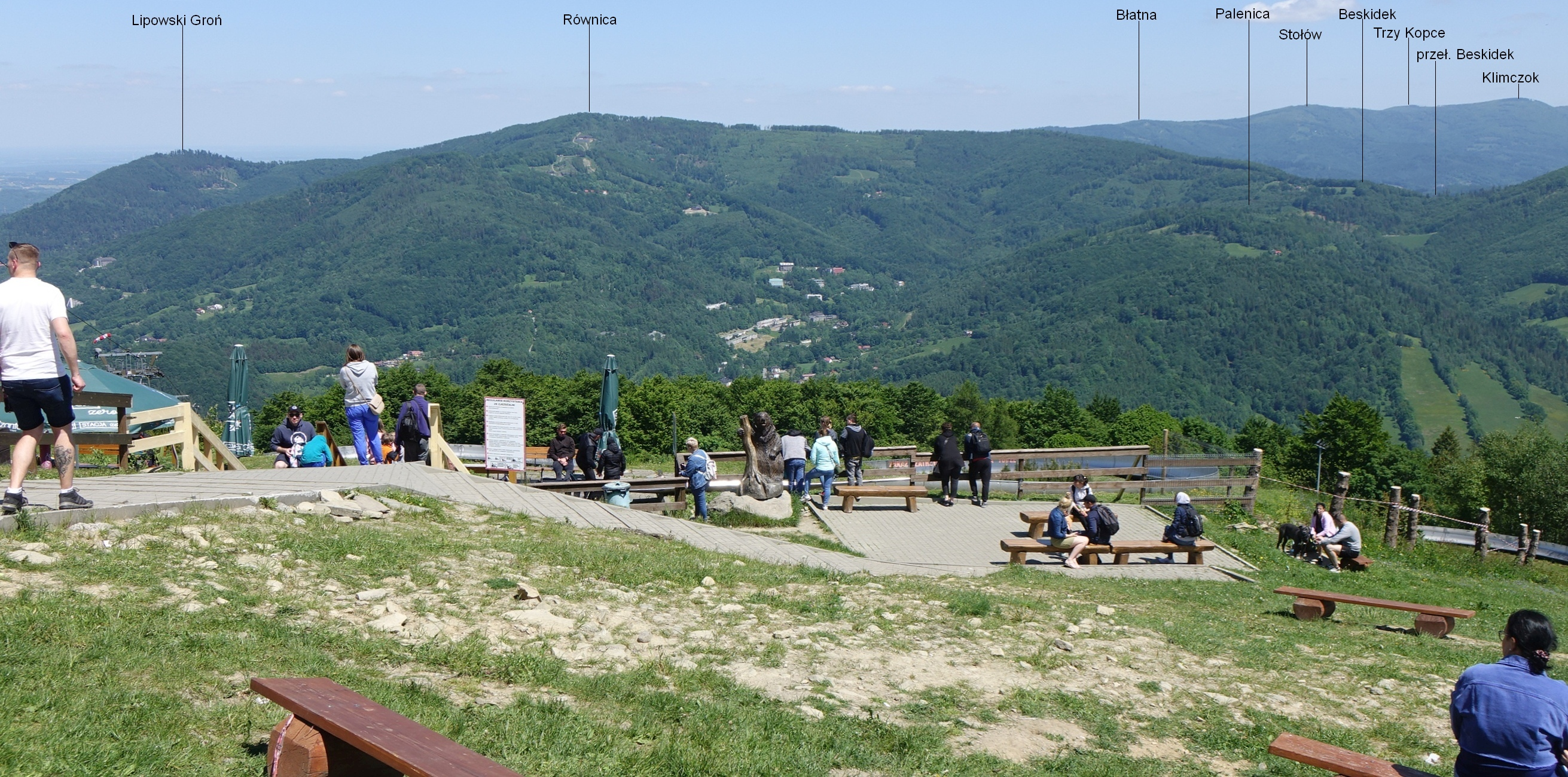
Widok z Czantorii

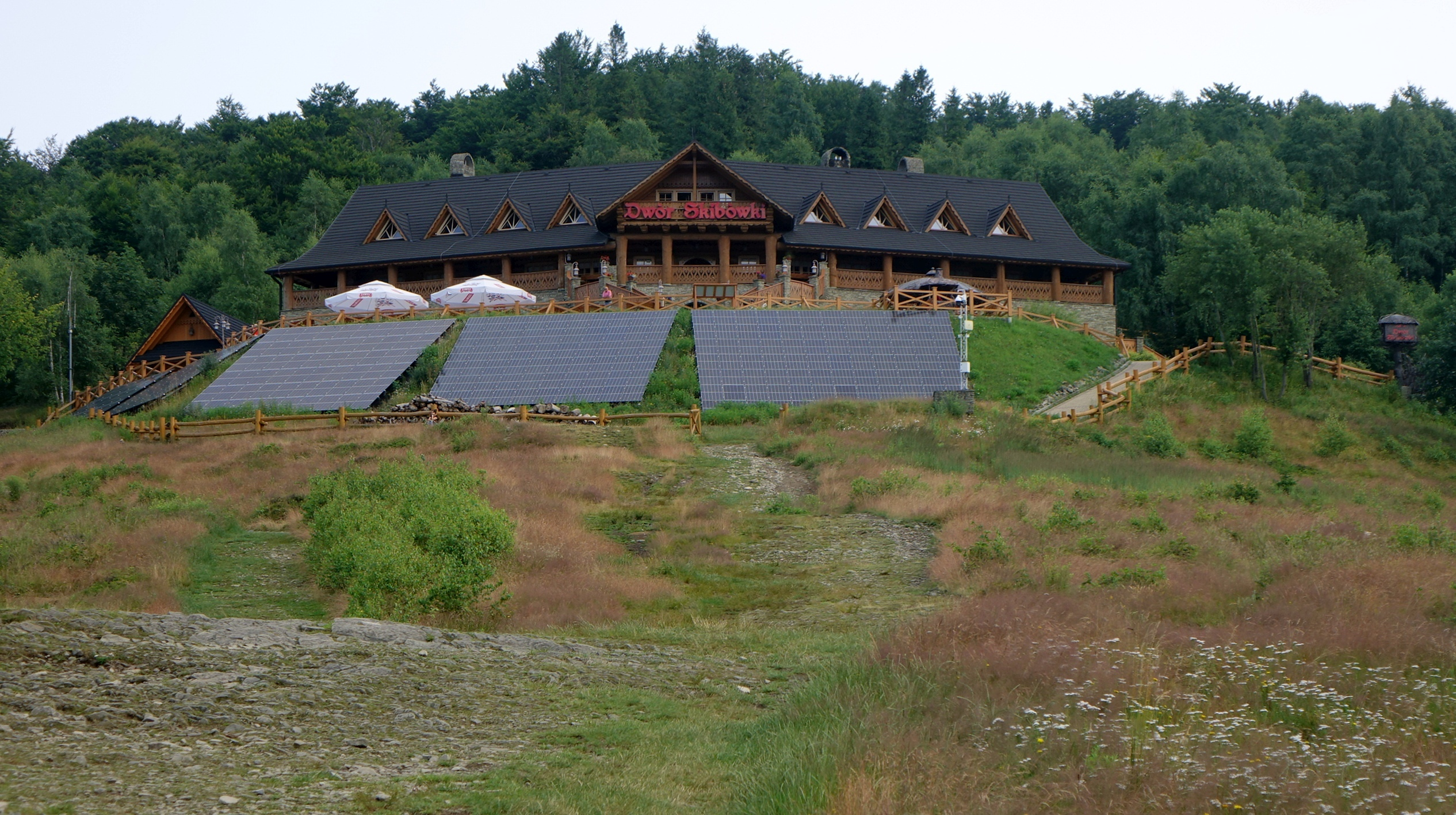
Restauracja pod szczytem Równicy

Równica – szczyt górski o wysokości 884,6 m n.p.m. w Paśmie Równicy w Beskidzie Śląskim, położony pomiędzy dolinami Wisły i Brennicy.
Nazwa góry nawiązuje do „równego”, prawie zupełnie poziomego i długiego na ok. 1 km odcinka grzbietu na południowy wschód od szczytu, widocznego zarówno z Ustronia Polany, jak i z Brennej. W postaci Rownicze nazwa góry wymieniana była już w dokumentach z 1566 r., zaś w drugiej połowie XVII w. ...na łące Równica funkcjonował już szałas.
Stoki i sam wierzchołek są porośnięte lasami, głównie bukowymi i mieszanymi. Podszczytowa polana o wystawie południowo-zachodniej była w przeszłości żywym ośrodkiem pasterskim. Ludomir Sawicki, prowadzący badania nad pasterstwem na Śląsku Cieszyńskim, w 1913 r. zanotował na Równicy szałas, w którym 3 wspólników z Ustronia pasło 266 owiec i 10 krów, a także drugi szałas, położony pod szczytem od strony wschodniej (istniała tam kiedyś hala Szlapówka, dziś już zupełnie zarośnięta), na którym 5 wspólników z Brennej pasło 200 owiec i 10 krów.
W dolnej części polany, na lokalnym wypłaszczeniu formującego się krótkiego, bocznego grzbietu, na wysokości 758 m n.p.m., znajduje się dawne schronisko PTTK na Równicy otwarte w 1928 r., którego wygląd nawiązuje do architektury regionalnej. Wewnątrz mieści się placówka GOPR.
Od 4 lipca 1934 do schroniska prowadzi ogólnodostępna droga z Ustronia. Budowała ją w latach 1933–1934 młodzież z Ochotniczych Drużyn Roboczych (informuje o tym skromna płyta pamiątkowa, wykuta w miejscowym piaskowcu i umieszczona przy placyku na końcu drogi). W 1966 r. w związku z budową ośrodka wypoczynkowego w Jaszowcu droga ta, pierwotnie brukowana, otrzymała nawierzchnię asfaltową. Na szczycie Równicy oraz obok schroniska znajdują się węzły znakowanych szlaków turystycznych, którymi dotrzeć można do centrum Ustronia, Ustronia Polany, Skoczowa, Brennej i na Przełęcz Salmopolską. Przebiega tędy Główny Szlak Beskidzki. Można tutaj dojechać również samochodem, są parkingi i bufety.
Spod szczytu rozciąga się rozległa panorama Beskidu Śląskiego ze szczytami Czantorii Wielkiej, Małej, Tułu, Skrzycznego, Soszowa Wielkiego, Baraniej Góry, Malinowskiej Skały.
Grzbietem Równicy biegnie granica między Brenną i Ustroniem. U zachodnich podnóży Równicy, na Zawodziu, duży ośrodek sanatoryjny Uzdrowiska Ustroń. U podnóży południowych, w dolinie potoku Jaszowiec, duży ośrodek wczasowy zwany również Jaszowcem.
Na zachodnich stokach Równicy, przy szlaku czerwonym z Ustronia (Główny Szlak Beskidzki), przy tzw. „Kamieniu” jeden z tzw. „leśnych kościołów” – miejsce nabożeństw protestanckich, odprawianych pod gołym niebem w czasach prześladowań religijnych w XVII i XVIII w. i ponownie w naszych czasach.

## Szlaki turystyczne
ze Skoczowa – 3:30 godz., z powrotem 3 godz.
 z Ustronia (centrum) – 1:30 godz., z powrotem 1 godz.
 z Ustronia Polany – 1:30 godz., z powrotem 1 godz.
 z Brennej – 1:45 godz., z powrotem 1.15 godz.
 z Trzech Kopców przez Orłową – 3:15 godz., z powrotem 2:45 godz.
  z Ustronia Polany przez Ustroń Dobkę i Trzy Kopce – 5:15 godz.